# 雞母塢古宅
雞母塢古宅，是位於台灣澎湖縣馬公市五德里的宅第，於2008年7月4日登錄澎湖縣歷史建築。

## 歷史
五德里原名為雞母塢，相傳因聚落西方有一個小山，山頂平坦，頂上稍成凹形狀似雞巢，即似母雞臥巢在孵蛋狀而得名。其中雞母塢古宅原為昭和13年（1938年），當地歐陽家族所建造，後在民國96年（2007年）12月經法院拍賣由陳永興先生購得。陳永興先生因有感老屋因長年閒置損壞嚴重，為使文化資產得以風化再現而向澎湖縣文化局提報登錄歷史建築，後於2008年7月4日登錄澎湖縣歷史建築，根據澎湖縣歷史建築（傳統古厝）維護及再利用獎助辦法進行修復計畫，雞母塢古宅於2009年修復完成。

## 建築設計
雞母塢古宅為一傳統形式融合近代構造材料之民宅，外觀保有澎湖傳統民宅特色外並融入大量西式建築技術，如混凝土灌漿屋頂、水泥屋瓦，水泥塑模窗等設施，建築形式為前磚坪。其中建築物內部傳統彩繪磁磚為台南名師洪華之作品。